# Sensomotorisk träning
Sensomotorisk träning, även Sensomotorisk terapi eller Vestibulär terapi, är ett paraplybegrepp för flera olika metoder som går ut på att med riktade motoriska övningar ge kroppen möjlighet att komma till rätta med obalanser i rörelseapparaten. Senso betyder sinnen och motorik hur vi rör oss. Alla våra sinnen – känsel, hörsel, syn, balans – bör vara samordnade och kalibrerade för att fungera optimalt. Detta anges kunna åstadkommas med hjälp av:
- Rörelseövningar
- Reflexintegreringar
- Ljudstimulering och
- Ögonträning.

## Historia
I England grundade Peter Blythe The Institute for Neuro-Physiological - Psychology - (INPP) 1975, tillsammans med Sally Goddard, chef, forskare och terapeut vid institutet. Blythe fann att upptäckt och analys av primitiva och posturala reflexer kunde vara värdefulla verktyg för läkare, psykologer, pedagoger och föräldrar, för att ta reda på varför ett barn inte presterar åldersadekvat.

## Forskning
Statens beredning för medicinsk och social utvärdering (SBU) skrev 2014 att effekten av den sensomotoriska träningsmetoden Feldenkrais, avsedd för att lära in ett nytt, mer fysiologiskt rörelsemönster, "är osäker, eftersom de ingående studierna hade allvarliga brister". År 2015 publicerades resultat från en studie på metoden Retraining for balance i Frontiers in psychology som visade att "samma diagnosinstrument och samma behandlingsmetod" kan användas för barn,  ungdomar och vuxna blivit diagnostiserade med sensomotoriska svårigheter. Vidare visade studien att metoden gav "signifikanta sensomotoriska förbättringar inom samtliga områden för båda grupperna". Studien utfördes på 114 personer som utförde daglig träning under tre år.
I Sverige har bland andra Lars-Eric Berg bidragit med kunskaperna kring sensomotorisk träning.

## Diagnostik

### Syn (Visuell perception)
Vi tar in cirka 75 procent av all information via ögonen. De andra sinnena är delade på resterande 25 procent.[källa behövs] Om synförmågan försämras påverkas vårt allmäntillstånd. Synen påverkar således vårt beteende. Hos en tredjedel av personer med dyslexi föreligger visuella svagheter. En anledning till läs- och skrivsvårigheter kan vara att ögonmotoriken inte utvecklats som den skulle.[källa behövs]  En mikroskelning kan till exempel orsaka dubbelseende och avstängning av ett öga. Svårigheter med riktningsmedvetenhet, spårning, konvergens (förmåga att fokusera) och ackommodation (förmåga att skifta fokus) skapar också svårigheter att läsa och att minnas det lästa. 
I sensomotorisk träning ingår därför tester av ögonmotoriken. För de olika synfelen finns speciella träningsprogram. Allvarliga fall remitteras till optiker, optometrist eller ögonläkare.

## Metoder

### Reflexintegrering
Reflexintegrering innebär att brister i den motoriska utvecklingen åtgärdas genom att upprepa tidiga spädbarnsrörelser. En spädbarnsreflex är en motorisk respons som automatiskt uppträder varje gång ett visst sensoriskt stimulus (eller kombination av stimuli) föreligger. Det är dessa spädbarnsreflexer som tar det nyfödda barnet igenom dess motoriska och kognitiva utveckling. Om denna naturliga stimulus – responsreaktion - inte tränas tillräckligt under barnets tidigaste utveckling kan barnet längre fram i livet få motoriska och kognitiva svårigheter. Reflexintegrering innebär medveten träning av stimulus,  responsreaktionen, tills funktionen integrerats i barnets nervsystem. Sådan träning kan även ges vuxna.

### Johansenmetoden
Cirka en tredjedel av barn med dyslexi och andra inlärningssvårigheter har inte utvecklat sin hörsel normalt.[källa behövs] Det kan till exempel bero på tidiga öroninflammationer. Förmågan att urskilja och särskilja språkljud, samt förmågan att lyssna riktat har därför blivit lidande. De har otydlig språkljudsuppfattning. Det de inte hör kan de heller inte återge korrekt i tal eller skrift.
Andra barn ”hör för mycket” De blir lätt störda av ovidkommande ljud – surr i klassrummet, fläktljud, trafiken utanför – och har svårt att rikta sitt lyssnande. Alla ljud blir lika betydelsebärande. Detta innebär att de blir ljudtrötta och får svårt att koncentrera sig. 
I den sensomotoriska träningen testas även den auditiva förmågan. Allvarliga hörselnedsättningar remitteras till audionom eller öronläkare. Genom att lyssna på speciellt filtrerad musik tio minuter om dagen under ett antal veckor, har många (80%) förbättrat lyssningsförmågan och därigenom fått lättare att lära, koncentrera sig och skriva.[källa behövs] Detta kallas HSAS, Johansenmetoden eller Johansen Individualised Auditory Stimulation (JIAS)

### Masgutova Neurosensorimotor Reflex Integration (MNRI)
Dr Svetlana Masgutova, utvecklingspsykolog vid universitetet i Moskva gjorde longitudinella studier på barn. De studerade barn som hoppat över något utvecklingssteg och noterade om det orsakat barnen några svårigheter. I Moskva utvecklade hennes team också metoder för att diagnostisera de överhoppade stegen och att återställa de naturliga rörelsemönstren. Dessa metoder vidareutvecklades till det som nu heter The Masgutova Neurosensorimotor Reflex Integration (MNRI). MNRI-programmet och dess tekniker är utformade för att återställa den neurosensomotoriska utvecklingen; att integrera primära rörelser, reflexer, koordinationssystem och färdigheter för att möjliggöra optimal funktion, utveckling och inlärning. Metoden är idag spridd över hela världen, framförallt i USA och Europa. I Sverige kallas metoden reflexintegrering och utövas av personer inom friskvård, hälsa, personlig utveckling och skola.
En review-artikel om MNRI presenterades 2022, där slutsatsen bland annat var att på grund av avsaknad av oberoende studier och bristande evidens "the MNRI® method would be considered controversial and, therefore, should be used with caution".

### Rytmiska Rörelser
Rytmiska rörelser är en av metoderna i sensomotorisk träning. Metoden är utvecklad av Dr. Harald Blomberg som behandling mot bland annat autism, ADHD samt läs- och skrivsvårigheter. År 2014 beskrevs metoden som en "kontroversiell behandling som saknar vetenskapliga belägg". Då uppgavs att Blomberg stått under Socialstyrelsens tillsyn sedan 1989 på grund av upprepade anmälningar mot honom relaterade till metoden.
Teorin bakom rytmisk rörelseträning är att det stimulerar hjärnans och nervsystemets förmåga att mogna och utvecklas. Rörelserna ska imiterar det lilla barnets naturliga rörelsemönster om dessa, av någon anledning, anses inte ha mognat eller utvecklats under barnets tidiga år.